# 小行星3656
小行星3656（英語：3656 Hemingway）是一颗围绕太阳公转的小行星。1978年8月31日，尼古拉·切爾尼赫在克里米亚发现了此天体。
这颗小行星的绝对星等为301.2844648380143等。